# L'ultimo giorno d'amore
L'ultimo giorno d'amore (L'homme pressé) è un film del 1977 diretto da Édouard Molinaro
Il film è basato sul libro omonimo (L'homme pressé) di Paul Morand del 1941.

## Trama
Il collezionista, Pierre Nioxe, vive la sua esistenza ad un ritmo sfrenato: ricerche ed acquisizioni di opere d'arte, acquisto di proprietà, matrimonio, ecc. ecc. Incapace di vivere con tempi nella norma, egli svolge qualsiasi attività a tutta velocità.